# Ligue des champions féminine de volley-ball 2017-2018
Navigation
Ligue des champions 2016-2017 Ligue des champions 2018-2019
La 58e édition de la Ligue des champions de volley-ball féminin se déroule du 4 octobre 2017 jusqu'au 6 mai 2018.

## Formules
12 équipes sont qualifiées directement pour la phase de poule, 12 autres équipes disputent une première phase de qualification, puis sont rejointes par deux autres équipes pour un deuxième tour de qualification qui détermine les quatre équipes qui compléteront les poules.
Saison régulière

16 équipes prennent part à cette phase. Les équipes sont mises en 4 groupes de 4 équipes chacun. Les 4 premiers de chaque groupe et les 2 meilleurs deuxièmes joueront les play-offs 6 pour déterminer les trois équipes qui disputeront la Finale à quatre. Après les poules sera désigné le club organisateur de la finale à quatre, ce club sera directement qualifié pour cette finale.

Les victoires 3-0 et 3-1 valent 3 points, une victoire 3-2 donne 2 points au vainqueur et 1 point au perdant.
Final Four

Le stade culminant de la ligue des Champions dans laquelle les quatre dernières équipes joueront une demi-finale, puis pour les vainqueurs la finale. Les perdants joueront un match pour la troisième place. L'équipe qui est victorieuse de la finale remportera la ligue des champions.

## Phase de qualification

### Premier tour
| Premier tour 17 et 21 octobre 2017 | Premier tour 17 et 21 octobre 2017 | Premier tour 17 et 21 octobre 2017 |
| ---------------------------------- | ---------------------------------- | ---------------------------------- |
| Hapoël Kfar Saba                   | KS Developres Rzeszów              | 1:3, 0:3                           |
| Linamar Békéscsabai RSE            | Imoco Volley Conegliano            | 0:3, 0:3                           |
| Minchanka Minsk                    | Rocheville Le Cannet               | 3:2, 3:2                           |
| Sliedrecht Sport                   | Asterix Avo Beveren                | 3:2, 3:1                           |
| Maritza Plovdiv                    | LP Salo                            | 3:1, 1:3 (GS 15:12)                |
| ŽOK Bimal-Jedinstvo Brčko          | OK Nova KBM Branik Maribor         | 0:3, 0:3                           |

### Deuxième tour
| Deuxième tour 7 et 11 novembre 2017 | Deuxième tour 7 et 11 novembre 2017 | Deuxième tour 7 et 11 novembre 2017 |
| ----------------------------------- | ----------------------------------- | ----------------------------------- |
| Minchanka Minsk                     | VakıfBank Istanbul                  | 0:3, 0:3                            |
| Maritza Plovdiv                     | Ienisseï Krasnoïarsk                | 2:3, 3:2 (GS 15:11)                 |
| OK Nova KBM Branik Maribor          | KS Developres Rzeszów               | 1:3, 1:3                            |
| Sliedrecht Sport                    | Imoco Volley Conegliano             | 0:3, 0:3                            |

## Équipes engagées
Le nombre de participants est basé sur le classement des pays :
| Pos | Pays     | Nombre d'équipes | Équipes                                                                 |
| --- | -------- | ---------------- | ----------------------------------------------------------------------- |
| 1   | Turquie  | 3                | Güneş VakıfBank Istanbul Fenerbahçe SK Istanbul Galatasaray SK Istanbul |
| 2   | Russie   | 2                | Dinamo Kazan Dinamo Moscou                                              |
| 3   | Pologne  | 2+1              | Chemik Police Budowlani Łódź KS Developres Rzeszów                      |
| 6   | Suisse   | 1                | Voléro Zürich                                                           |
| 7   | Italie   | 1+1              | Imoco Volley Conegliano Igor Gorgonzola Novara                          |
| 8   | France   | 1                | ASPTT Mulhouse                                                          |
| 9   | Roumanie | 1                | CS Volei Alba-Blaj                                                      |
| 10  | Tchéquie | 1                | Agel Prostějov                                                          |
| 11  | Serbie   | 1                | Vizura Ruma                                                             |
| 28  | Bulgarie | 1                | Maritza Plovdiv                                                         |

## Première phase

### Composition des groupes
Tirage au sort le 17 novembre 2017 à Moscou
| Poule A                                                               | Poule B                                                                              | Poule C                                                | Poule D                                                                       |
| --------------------------------------------------------------------- | ------------------------------------------------------------------------------------ | ------------------------------------------------------ | ----------------------------------------------------------------------------- |
| Voléro Zürich ASPTT Mulhouse KS Developres Rzeszów CS Volei Alba-Blaj | Fenerbahçe SK Istanbul Igor Gorgonzola Novara Agel Prostějov Imoco Volley Conegliano | Chemik Police Dinamo Kazan Vizura Ruma Maritza Plovdiv | Dinamo Moscou Güneş VakıfBank Istanbul Galatasaray SK Istanbul Budowlani Łódź |

- Qualifié pour le tour suivant
- Qualifié pour la Finale à quatre, club organisateur

### Poule A
| # | Équipe                | Pts | J | G | Gt | Pt | P | Sp | Sc | Ratio | Pp  | Pc  | Ratio |
| 1 | CS Volei Alba-Blaj    | 14  | 6 | 5 | 0  | 0  | 1 | 15 | 8  | 1.875 | 516 | 488 | 1.057 |
| 2 | Voléro Zürich         | 13  | 6 | 4 | 0  | 0  | 2 | 15 | 8  | 1.875 | 531 | 488 | 1.088 |
| 3 | KS Developres Rzeszów | 6   | 6 | 2 | 0  | 0  | 4 | 8  | 14 | 0.571 | 463 | 494 | 0.937 |
| 4 | ASPTT Mulhouse        | 3   | 6 | 1 | 0  | 0  | 5 | 9  | 17 | 0.529 | 545 | 586 | 0.93  |

### Poule B
| # | Équipe                  | Pts | J | G | Gt | Pt | P | Sp | Sc | Ratio | Pp  | Pc  | Ratio |
| 1 | Igor Gorgonzola Novara  | 14  | 6 | 5 | 0  | 0  | 1 | 16 | 7  | 2.286 | 528 | 447 | 1.181 |
| 2 | Imoco Volley Conegliano | 13  | 6 | 5 | 0  | 0  | 1 | 16 | 9  | 1.778 | 564 | 496 | 1.137 |
| 3 | Fenerbahçe SK Istanbul  | 9   | 6 | 2 | 0  | 0  | 4 | 12 | 14 | 0.857 | 540 | 547 | 0.987 |
| 4 | Agel Prostějov          | 0   | 6 | 0 | 0  | 0  | 6 | 4  | 18 | 0.222 | 395 | 537 | 0.736 |

### Poule C
| # | Équipe          | Pts | J | G | Gt | Pt | P | Sp | Sc | Ratio | Pp  | Pc  | Ratio |
| 1 | Dinamo Kazan    | 18  | 6 | 6 | 0  | 0  | 0 | 18 | 2  | 9     | 495 | 367 | 1.349 |
| 2 | Chemik Police   | 10  | 6 | 4 | 0  | 0  | 2 | 13 | 10 | 1.3   | 502 | 487 | 1.031 |
| 3 | Vizura Ruma     | 7   | 6 | 2 | 0  | 0  | 4 | 8  | 13 | 0.615 | 431 | 463 | 0.931 |
| 4 | Maritza Plovdiv | 1   | 6 | 0 | 0  | 0  | 6 | 4  | 18 | 0.222 | 414 | 525 | 0.789 |

### Poule D
| # | Équipe                   | Pts | J | G | Gt | Pt | P | Sp | Sc | Ratio | Pp  | Pc  | Ratio |
| 1 | Güneş VakıfBank Istanbul | 17  | 6 | 6 | 0  | 0  | 0 | 18 | 5  | 3.6   | 554 | 453 | 1.223 |
| 2 | Galatasaray SK Istanbul  | 12  | 6 | 4 | 0  | 0  | 2 | 14 | 9  | 1.556 | 536 | 482 | 1.112 |
| 3 | Dinamo Moscou            | 7   | 6 | 2 | 0  | 0  | 4 | 10 | 12 | 0.833 | 462 | 481 | 0.96  |
| 4 | Budowlani Łódź           | 0   | 6 | 0 | 0  | 0  | 6 | 2  | 18 | 0.111 | 351 | 487 | 0.721 |

## Play-offs

### Playoffs à 6
Tirage au sort à Luxembourg le 2 mars 2018.
| Équipe 1                | Score | Équipe 2                 | Aller | Retour |
| ----------------------- | ----- | ------------------------ | ----- | ------ |
| Galatasaray SK Istanbul | 5-4   | Igor Gorgonzola Novara   | 2-3   | 3-1    |
| Imoco Volley Conegliano | 5-3   | Dinamo Kazan             | 3-0   | 2-3    |
| Voléro Zürich           | 0-6   | Güneş VakıfBank Istanbul | 0-3   | 0-3    |

#### Équipes qualifiées
Les équipes qualifiées pour le Final Four sont :
- Galatasaray SK Istanbul
- Imoco Volley Conegliano
- Güneş VakıfBank Istanbul

## Finale à quatre
- Club organisateur : CS Volei Alba-Blaj
- Lieu :  Sala Polivalentă, Bucarest, Roumanie

|  | Demi-finales                              | Demi-finales                              |                        |   | Finale                               | Finale                               |
|  | Demi-finales                              | Demi-finales                              |                        |   | Finale                               | Finale                               |
|  |                                           |                                           |                        |   |                                      |                                      |
|  | Bucarest, 05.05.1823-25,25-17,25-22,25-22 | Bucarest, 05.05.1823-25,25-17,25-22,25-22 |                        |   | Bucarest, 06.05.18,17-25,11-25,17-25 | Bucarest, 06.05.18,17-25,11-25,17-25 |
|  | Bucarest, 05.05.1823-25,25-17,25-22,25-22 | Bucarest, 05.05.1823-25,25-17,25-22,25-22 |                        |   | Bucarest, 06.05.18,17-25,11-25,17-25 | Bucarest, 06.05.18,17-25,11-25,17-25 |
|  | CS Volei Alba-Blaj                        | 3                                         |                        |   | Bucarest, 06.05.18,17-25,11-25,17-25 | Bucarest, 06.05.18,17-25,11-25,17-25 |
|  | CS Volei Alba-Blaj                        | 3                                         |                        |   | Bucarest, 06.05.18,17-25,11-25,17-25 | Bucarest, 06.05.18,17-25,11-25,17-25 |
|  | Galatasaray SK Istanbul                   | 1                                         |                        |   | Bucarest, 06.05.18,17-25,11-25,17-25 | Bucarest, 06.05.18,17-25,11-25,17-25 |
|  | Galatasaray SK Istanbul                   | 1                                         | CS Volei Alba-Blaj     | 0 |                                      |                                      |
|  | 05.05.1822-25,21-25,25-17,25-15,14-16     |                                           | CS Volei Alba-Blaj     | 0 |                                      |                                      |
|  |                                           | Güneş VakıfBank Istanbul                  | 3                      |   |                                      |                                      |
|  | Imoco Volley Conegliano                   | Güneş VakıfBank Istanbul                  | 3                      | 2 |                                      |                                      |
|  | Imoco Volley Conegliano                   |                                           |                        | 2 |                                      |                                      |
|  | Güneş VakıfBank Istanbul                  | 3                                         |                        |   |                                      |                                      |
|  | Güneş VakıfBank Istanbul                  | 3                                         | Match pour la 3e place |   |                                      |                                      |
|  |                                           |                                           |                        |   |                                      |                                      |
|  | Bucarest, 06.05.18,17-25,18-25,20-25,     |                                           |                        |   |                                      |                                      |
|  |                                           |                                           |                        |   |                                      |                                      |
|  | Galatasaray SK Istanbul                   | 0                                         |                        |   |                                      |                                      |
|  | Galatasaray SK Istanbul                   | 0                                         |                        |   |                                      |                                      |
|  | Imoco Volley Conegliano                   | 3                                         |                        |   |                                      |                                      |
|  | Imoco Volley Conegliano                   | 3                                         |                        |   |                                      |                                      |

- rapport de la finale (en anglais)

### Récompenses
- MVP :  Gözde Kırdar